# 塔拉山 (塞爾維亞)
塔拉山是位於塞爾維亞西部的一座山峰，也是第拿里阿爾卑斯山的一部分，海拔高度1,000至1,590米（3,280至5,220英尺）。塔拉山是一個受歡迎的旅遊目的地，山區的大部分地區位於塔拉國家公園內。

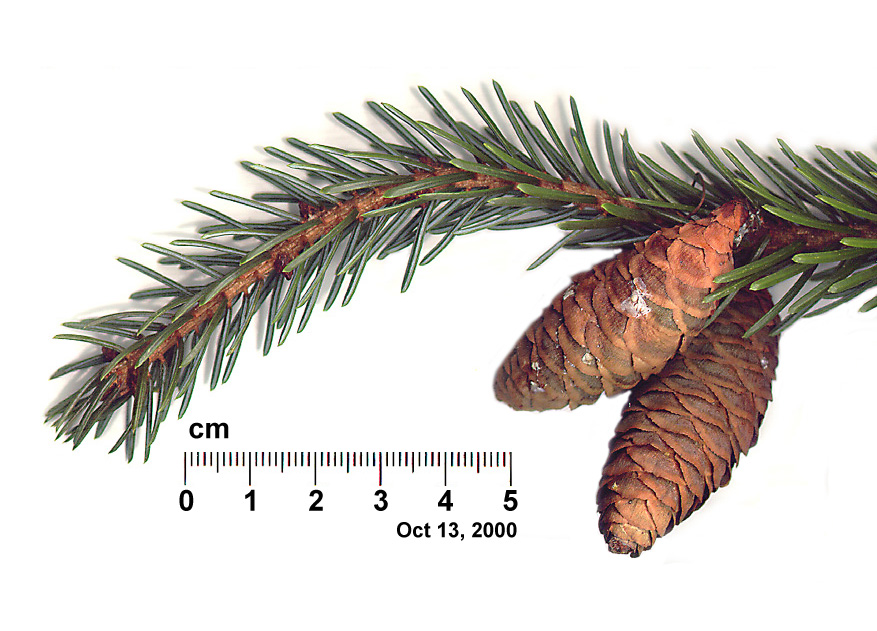
1875年由約瑟夫·潘契奇所發現的塞爾維亞雲杉

## 外部連結
- 塔拉国家公园官方网站 （塞爾維亞語和英語）
- Tara Mountain - photomonography （页面存档备份，存于）
- Tara mountain website （页面存档备份，存于）
- , Balkan Insight, 20 October 2008  [11 February 2013], （原始内容存档于2017-07-01）
- , Municipality of Bajina Bašta,   [25 August 2010], （原始内容存档于2010-09-05） （塞尔维亚语）
- , Vreme, 23 August 2012  [2017-12-19], （原始内容存档于2020-05-08） （塞尔维亚语）